# Vaudoise aréna
Vaudoise aréna je víceúčelová hala a hokejová aréna v Prilly, předměstí Lausanne. Leží na předměstí západně od politické komunity Lausanne ve švýcarském kantonu Vaud. 
Byla postavena na místě Patinoire de Malley, který byl slavnostně otevřen v roce 1987, pro pořádání zimních olympijských her mládeže 2020 a klub HC Lausanne. Výstavba proběhla v sedmi měsících a vzniklo kluziště s 6 700 místy. Vaudoise aréna je centrem sportovního a rekreačního komplexu Centre sportif de Malley (CSM). Má tři kluziště (hlavní, cvičné a pod širým nebem). Plány dále zahrnují šermířské centrum, halu na stolní tenis a bazén se třemi bazény a 1 000 diváckými sedadly. To by mělo být dokončeno v roce 2021.

## Data k projektu
- 61.201 m² rozloha
- 159.000 m³ výkopů
- 29.000 m³ betonu
- 2.000 m³ prefabrikovaných betonových prvků
- 4.600 tun výztužné oceli
- 850 tun oceli pro rám pro hlavní halu
- 1.650 tun oceli pro rám pro bazén
- 855 dveří[2]